# Xã Wall, Quận Jackson, Nam Dakota
Xã Wall (tiếng Anh: Wall Township) là một xã thuộc quận Jackson, tiểu bang Nam Dakota, Hoa Kỳ. Năm 2010, dân số của xã này là 39 người.